# Kymijoki
De Kymijoki is een rivier in Zuid-Finland. Zij is tussen 180 en 203 km lang. Zij ontstaat als afvoer van het Päijänne-meer in Centraal-Finland. Bij de plaats Pernoo, deel van de stad Kotka, ongeveer 12 km van de zee, splitst de Kymijoki en mondt uiteindelijk op 5 plaatsen in de Finse Golf.
De rivier wordt voor het opwekken van hydro-elektriciteit aangewend en de steden Kotka, Anjalankoski en Kuusankoski gebruiken de rivier ook voor de lokale houtindustrie.
De westelijkste mondingsarm was, overeenkomstig het Vredesverdrag van Åbo uit 1743, tot 1809 de oostgrens van het Zweedse Rijk. De gebieden ten oosten van de rivier, die in de 18e eeuw bij Rusland werden gevoegd noemt men Oud-Finland.
- Gemeinsame Normdatei: 7697441-8
- Library of Congress Control Number: sh85073560
- Nationale Bibliotheek van Israël: 987007548338505171
- Virtual International Authority File: 240589201